# Гистрион
Гистрио́н (от лат. histrio — актёр, трагик) — в Древнем Риме так называли профессиональных актёров, составлявших труппу; в эпоху раннего Средневековья (в IX—XIII веках) это наименование было распространено на народных бродячих актёров.
В Древнем Риме гистрионы обычно вербовались из низов общества, и их профессия считалась малопочтенной. Они не имели гражданских прав и могли подвергаться телесным наказаниям; лишь немногим гистрионам удавалось завоевать почёт и уважение. Изначально они играли без масок, но в I веке до н. э., под влиянием греческой театральной культуры, маски появились и в Риме.
Искусство средневековых гистрионов восходило к сельским обрядовым играм; гистрион мог быть одновременно музыкантом, танцором, певцом, рассказчиком, гимнастом, дрессировщиком животных и т. д. В Германии это были шпильманы (от нем. spielmann — играющий человек), во Франции — жонглёры, в Англии — менестрели, в Италии — мимы, в Испании — голиарды и гальярды, а в России — скоморохи. В процессе профессионализации обособлялись отдельные направления: цирковые выступления, творчество сказителей, сочинение и исполнение песен (трубадуры и труверы).